# Quentin Kawananakoa
Quentin Kawananakoa, formalment Quentin Kūhiō Kawānanakoa (nascut al 28 de setembre de 1961 a Monterey, Califòrnia, és l'actual cap de la Casa dels Kawānanakoa (casa reial que ostenten el tro del Regne de Hawaii). El seu teòric estatus com reclamant al tron del Regne de Hawaii (monarquia abolida el 1893) ha estat afirmat pels historiadors i la comunitat nadiua hawaiana, que sovint es refereix a ell com Príncep Kawananakoa. També és un polític hawaià, membre del Hawaii Republican Party. Està en conflicte successori amb la Owana Kaʻōhelelani Mahealani-Rose Salazar, que també preten el tron del Regne de Hawaii.

## Primers anys
Quentin Kawananakoa va néixer el 1961 a Monterey, Califòrnia, com segon fill de Edward Abnel Kawananakoa. Va créixer a Honolulu, Hawaii. Després estudià a la Universitat de Southern California. Va tornar a Oahu, on es va graduar en dret.

## Vida política
El 1994, Kawananakoa va seguir la petjada dels seus antecessors i es presentà a eleccions polítiques. Va guanyar una cadira a la Cambra de Representants de Hawaii pel Partit Republicà de Hawaii. Al cap d'un temps es retirà de la vida pública.
A l'abril de 2006, després de vuit anys fóra de l'esfera pública, Kawananakoa va anunciar la seva intenció d'aconseguir un seient al Senat dels Estats Units, però va perdre les eleccions primàries contra Robert Hogue.
El 4 de novembre del 2008, Kawananakoa va intentar, infructuosament assolir un seient a la Cambra de Representants de l'estat de Hawaii. Fou derrotat pel seu oponent, el demòcrata Chris Kalani Lee. Lee va guanyar amb 5885 vots enfront dels 3374 vots que va obtenir Kawananakoa

## Família
El 1995 es va casar amb la nadiua de Barbados Elizabeth Broun, amb qui van tenir dos fils: Zincaid Kawananakoa (1996) i Riley Kawananakoa (1999), que també ostenten el títol de prínceps.